# Jiraya
Jiraya és un personatge de ficció de la sèrie de manga i anime Naruto, creada per Masashi Kishimoto.
El seu nom es pot traduir literalment del japonès com a "tro jove", que és una descripció de la seva personalitat; reservat, apareixent i desapareixent de Konoha en qualsevol moment. Podria ser també una referència a les seves manies d'observar noies per a escriure les seves novel·les o el fort que és a l'hora de lluitar tal com ho demostra en el manga i l'anime.
És un dels tres Sannin, també anomenat, "Grup dels 3". Jiraya era un dels deixebles del Tercer Hokage, company de la Tsunade i d'Orochimaru i mestre del Quart Hokage.
Jiraya és un pervertit, perd el seny cada cop que veu una noia bonica i de jove era un poca-traça. Tot i així té un gran poder, especialitzant-se sobretot en la invocació de gripaus gegants, com ara en Gamabunta.
La seva primera aparició al manga és espiant un grup de noies en uns banys termals, segons diu ell, com a tasca de documentació pel nou llibre que està escrivint. A banda de ser un ninja molt fort, també és autor d'una col·lecció de novel·les eròtiques titulades Paradís eròtic.
Examen de Chūnin
Durant l'entrenament del chakra de Naruto amb Ebisu en una casa de banys, Ebisu troba a Jiraiya espiant dones. Quan Ebisu intenta cridar l'atenció a en Jiraiya pel seu comportament indecent, aquest convoca un gripau i immediatament deixa fora de combat a Ebisu. Aleshores Naruto exigeix a Jiraiya que es converteixi en el professor substitut d'Ebisu. Encara que, al principi, aquest es nega, la persistència de Naruto i la seva tècnica eròtica (Sexi no Jutsu) acaben convencent a Jiraiya.
Durant el seu entrenament Jiraiya descobreix que Orochimaru havia modificat el segell original del chakra de la guineu de nou cues que es troba a l'interior de Naruto, impedint-li a aquest la realització correcte de tècniques ocultes. Després d'anul·lar el segell, Jiraiya comença a entrenar a Naruto perquè aprengui a utilitzar l'energia de la guineu de nou cues en favor seu. Amb aquest objectiu, Jiraiya decideix ensenyar-li a Naruto la tècnica oculta d'invocació de gripaus.
Tot i entrenar dia i nit per tal de millorar, Naruto només aconsegueix invocar diminuts i inútils cap-grossos. Jiraiya tracta d'explicar-li que per a realitzar una invocació amb èxit cal utilitzar el chakra de la guineu de nou cues, però Naruto és incapaç d'accedir voluntàriament a aquest poder.
Després de tres setmanes d'entrament sense cap progrés, Jiraya dedueix que Naruto només podrà fer ús del chakra de la guineu si es troba en una situació límit. D'aquesta manera, Jiraya decideix llençar en Naruto per un gran precipici, obligant-lo així a utilitzar totes les seves habilitats per sobreviure. Gràcies a l'instint de supervivència en Naruto podrà accedir al poder de la guineu de nou cues que es troba en el seu interior i invocar un grau gripau que frenarà la caiguda.
Amb la mort del Tercer Hokage, un consell d'emergència li ofereix convertir-se en el Cinquè Hokage, però ell ho rebutja i proposa la seva antiga companya de grup, la Tsunade. Aviat se'n va a buscar-la en companyia de Naruto, per protegir-lo de l'organització Akatsuki, que vol aconseguir el Kyubi (la guineu de nou cues) que el noi té tancat al cos.
Mentre busca la Tsunade li ensenya a Naruto com utilitzar una tècnica que va inventar el Quart Hokage, el Rasengan. Naruto entrena com un desesperat per aconseguir dominar la tècnica mentre ell se'n va de marxa amb els diners del noi. Però al final els entrenaments comencen a donar fruit. Finalment troba la Tsunade i intenta convèncer-la de què sigui la Cinquena Hokage, però ella en un principi rebutja, ja que l'Orochimaru li ha fet l'oferta de ressuscitar el seu germà i el seu promès si li cura els braços. Jiraya li promet a la Tsunade que si ajuda l'Orochimaru ell mateix la matarà, però ella se'n va al seu encontre després d'haver drogat Jiraya.